# 1962 Dunant
1962 Dunant este un asteroid din centura principală, descoperit pe 24 noiembrie 1973 de Paul Wild.